# The Gangs of New York
The Gangs of New York: An Informal History of the Underworld es un libro de no ficción estadounidense de Herbert Asbury, publicado por primera vez en 1927 por Garden City Publishing Company.
Los derechos de autor de la novela en Estados Unidos expiraron el 1 de enero de 2023, cuando todas las obras publicadas en 1927 pasaron a ser de dominio público.

## Descripción
El libro detalla el ascenso y la caída de las pandillas del siglo XIX en la ciudad de Nueva York, antes del dominio de la mafia italoestadounidense durante la ley seca en la década de 1920. Centrándose en los salones, garitos de juego y callejones sinuosos de Bowery y el distrito Five Points del Bajo Manhattan, el libro evoca la miseria y la violencia de una era turbulenta, cuando criminales con nombres coloridos como «Dandy» Johnny Dolan, William Poole (también conocido como «Bill el Carnicero») y «Hell-Cat» Maggie acechaban en las sombras, y bandas infames como los Plug Uglies, Dead Rabbits y Bowery Boys dominaban las calles. Incluye una galería de criminales compuesta por prostitutas, proxenetas, envenenadores, carteristas, asesinos y ladrones.
El libro contiene relatos detallados de los disturbios por reclutamiento en la ciudad de Nueva York en 1863. También profundiza en muchas otras influencias criminales de la época, incluidos los piratas fluviales y el establishment político corrupto como Tammany Hall.

## Adaptación
El libro fue adaptado libremente a la película épica dramática Gangs of New York (2002) del director Martin Scorsese. Actualmente se está trabajando en una adaptación televisiva y Scorsese regresará como productor ejecutivo y director de los dos primeros episodios. Brett C. Leonard está escribiendo la serie, que será una nueva versión con personajes no incluidos en la película.